# لائورا آنتونلی

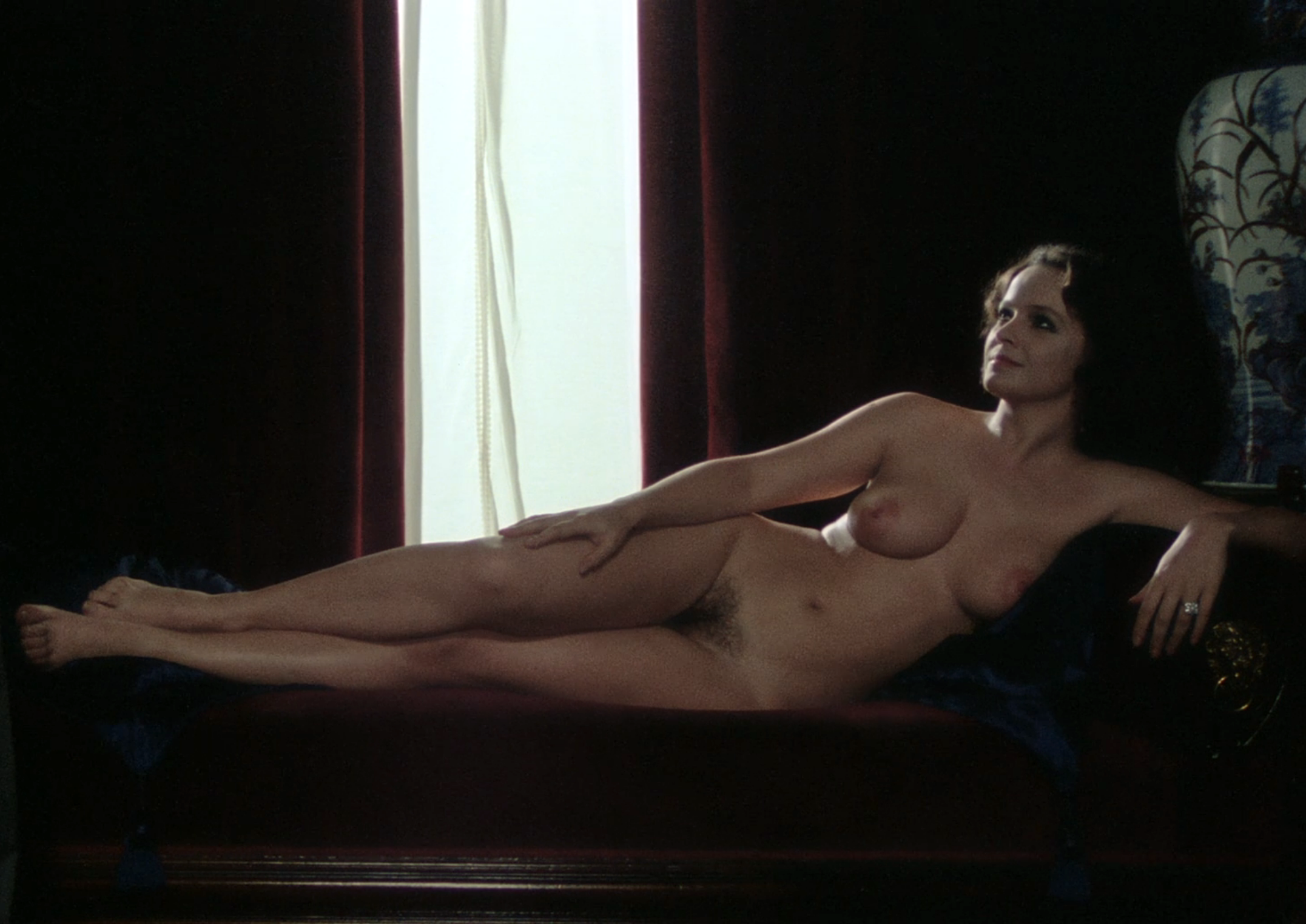
آنتونلی در صحنه‌ای از فیلم حوری آسمانی (۱۹۷۵)

لائورا آنتونلی (ایتالیایی: Laura Antonelli; ۲۸ نوامبر ۱۹۴۱ – ۲۲ ژوئن ۲۰۱۵) بازیگر و مدل اهل ایتالیا بود. وی بین سال‌های ۱۹۶۵ تا ۱۹۹۱ در ۴۵ فیلم نقش‌آفرینی کرد.

## سال‌های نخستین زندگی
لائورا آنتونلی با نامِ اصلیِ لائورا آنتوناتس در شهر پولا که در آن دوران جزئی از پادشاهی ایتالیا بود (و امروزه در خاکِ کرواسی قرار دارد) به‌دنیا آمد. پس از جنگ جهانی دوم، والدین او از یوگسلاوی آن زمان گریختند و در کمپ‌های پناهندگان ایتالیایی زندگی کردند و سرانجام ساکنِ ناپل شدند و پدرش در آنجا به عنوان مدیر بیمارستان مشغول به کار شد. آنتونلی در دوران کودکی به ریاضیات علاقه داشت، اما در نوجوانی در ژیمناستیک مهارت پیدا کرد. او در مصاحبه‌ای با نیویورک تایمز گفت: «والدینم در دوران نوجوانی مرا مجبور کرده بودند ساعت‌ها در کلاس‌های بدن‌سازی شرکت کنم… آن‌ها احساس می‌کردند که من زشت، دست وپا چلفتی و معمولی هستم و امیدوار بودند که دست‌کم اندکی گیرایی و زیبندگی پیدا کنم. البته من پیشرفت کرده و خیلی خوب شدم، مخصوصاً در رشتهٔ ژیمناستیک ریتمیک که نوعی رقص محسوب می‌شود.»
با کنار گذاشتن بلندپروازی‌هایش برای پرداختن حرفه‌ای به رشتهٔ ریاضیات، لائورا دوره‌های مربی‌گری ژیمناستیک را گذراند و به‌عنوان مربی این رشتهٔ ورزشی فارغ‌التحصیل شد. او به رم نقل مکان کرد و در آنجا معلم ورزش دبیرستان شد و توانست با افرادی در صنعت سرگرمی آشنا شود که به او در یافتن شغل مدلینگ کمک کردند.

## حرفه
نخستین فعالیت‌های آنتونلی شامل حضور در تبلیغات ایتالیایی کوکا کولا بود. در سال ۱۹۶۵، او در فیلم بلند ۱۶ ساله‌ها بازی کرد که البته نامش را در عنوان‌بندی قیلم قرار ندادند. نخستین فیلم آمریکایی او دکتر گلدفوت و دختران آتشپاره (۱۹۶۶) بود و پس از این، نقش‌های دیگری در فیلم‌ها ایفا کرد؛ تا آنکه با بازی در بداندیش (۱۹۷۳) به موفقیت دست یافت و مورد توجه قرار گرفت. او در تعدادی از فیلم‌های کمدی‌های عامیانهٔ جنسی همچون تا زمانی که ازدواج یکی‌مان کند نقش‌آفرینی کرد.
او در فیلم‌های جدی تری نیز نقش‌آفرینی نمود، از جمله آخرین فیلم لوکینو ویسکونتی به نامِ بی‌گناه (۱۹۷۶). در فیلم عاشقانه همسر شهرآشوب در سال ۱۹۷۷، او نقش یک همسر سرخورده را بازی کرد که بیداری جنسی را تجربه می‌کرد. بعدها، او در شور عشق (۱۹۸۱) بازی کرد. از سال ۱۹۸۶ او بیشتر در سریال‌های تلویزیونی ایتالیایی ظاهر می‌شد. آخرین نقش سینمایی آنتونلی، بازی در فیلم بداندیش ۲۰۰۰ بود که دنباله‌ای برای فیلم بداندیش بود و پس از این نقش‌آفرینی، خود را بازنشسته کرد. او در سال ۱۹۷۴ برای فیلم بداندیش برنده جایزه سندیکای ملی روزنامه‌نگاران سینمایی ایتالیا، موسوم به روبان نقره‌ای شد.

## زندگی شخصی
آنتونلی با ناشری به نام انریکو پیاچنتینی ازدواج کرد اما کمی بعد از او طلاق گرفت. او از سال ۱۹۷۲ تا ۱۹۸۰ شریک زندگی بازیگر فرانسوی ژان-پل بلموندو بود.
در ۲۷ آوریل ۱۹۹۱، در جریان یورش پلیس به خانه آنتونلی، مقادیری کوکائین کشف شد. او متعاقباً به اتهام مالکیت و خرید و فروش مواد مخدر، محکوم به حبس خانگی شد. او ده سال را صرف تجدید نظر در محکومیت کرد، که در نهایت مورد موافقت قرار نگرفت. در سال ۲۰۰۶، دادگاه استیناف ایتالیا به نفع آنتونلی رای داد و وزارت دادگستری را موظف به پرداخت ۱۰۸٬۰۰۰ یورو خسارت به این بازیگر کرد.
آنتونلی در ۲۲ ژوئن ۲۰۱۵، در سن ۷۳ سالگی، بر اثر سکتهٔ قلبی در لادیسپولی درگذشت.

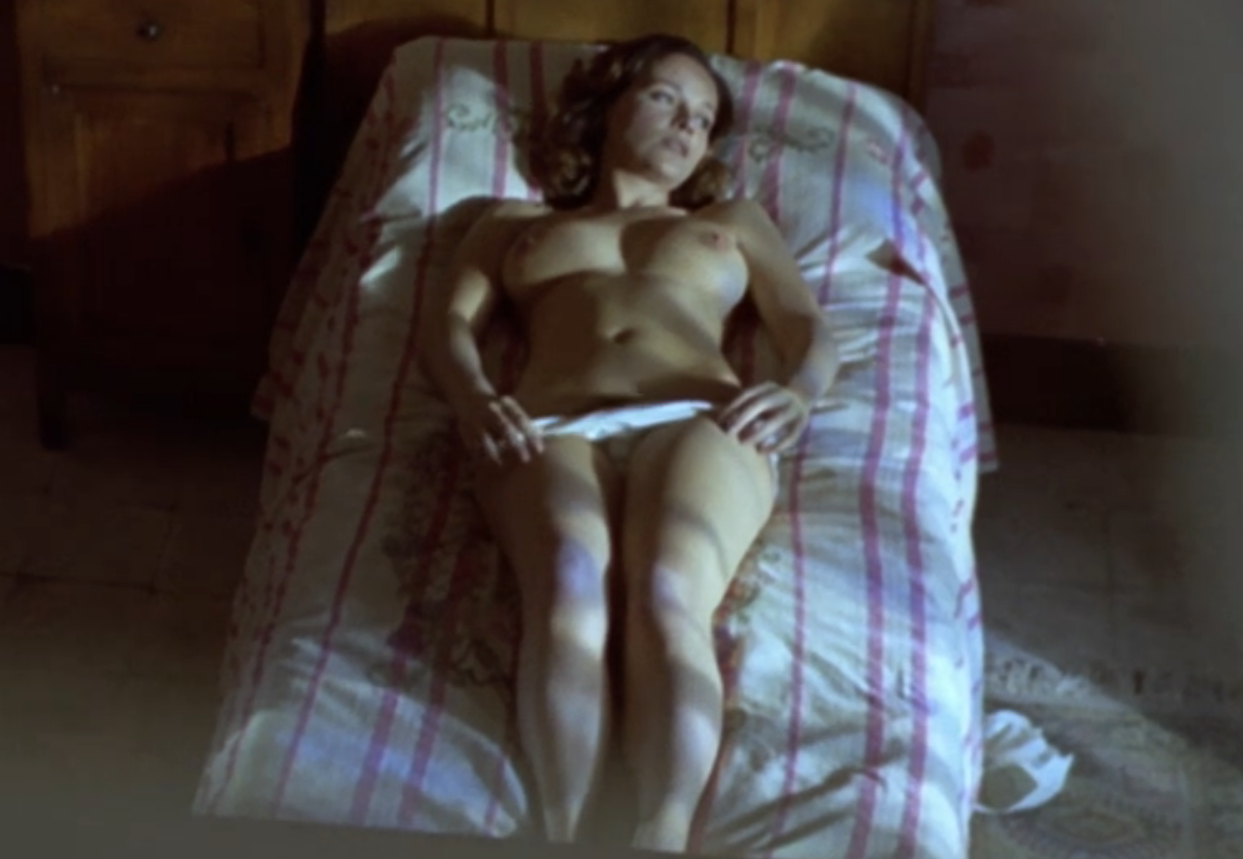
آنتونلی در صحنه‌ای از فیلم بداندیش (۱۹۷۳)

## گزیدهٔ نقش‌آفرینی‌ها

### سینما
- بداندیش ۲۰۰۰ (۱۹۹۱)
- خسیس (۱۹۹۰)
- چیزهایی برای ثروتمندان (۱۹۸۷)
- ریمینی ریمینی (۱۹۸۷)
- فروشگاه بزرگ (۱۹۸۶)
- زن ونیزی (۱۹۸۶)
- دام (۱۹۸۵)
- بخش‌هایی از زندگی (۱۹۸۵)
- سکس و لذت (۱۹۸۲)
- وای خدا (۱۹۸۲)
- به زور مال من (۱۹۸۲)
- نجیب و پاکدامن (۱۹۸۱)
- شور عشق (۱۹۸۱)
- به نوبت (۱۹۸۱)
- دارم یه قایق تفریحی می‌گیرم (۱۹۸۰)
- بیمار خیالی (۱۹۷۹)
- بسترهای بی‌بندوبار (۱۹۷۹)
- همسر شهرآشوب (۱۹۷۷)
- روزنگار سیاه (۱۹۷۷)
- بی‌گناه (۱۹۷۶)
- حوری آسمانی (۱۹۷۵)
- عشاق و دیگر وابستگان (۱۹۷۴)
- سیمونا (۱۹۷۴)
- سکس تا چه حد سرگرم‌کننده است؟ (۱۹۷۳)
- بداندیش (۱۹۷۳)
- تن‌کامه (۱۹۷۲)
- دکتر پوپول (۱۹۷۲)
- سیه‌پر نر (۱۹۷۱)
- بدون انگیزه مشخص (۱۹۷۱)
- ازدواج کرده‌های سال دو (۱۹۷۱)
- بالی (۱۹۷۰)
- مردی به نام اسلج (۱۹۷۰)
- گراویدا (۱۹۷۰)
- ونوس خزپوش (۱۹۶۹)
- فرشته مقرب (۱۹۶۹)
- یک کارآگاه (۱۹۶۹)
- انقلاب جنسی (۱۹۶۸)
- ببخشید، موافقید یا مخالف؟ (۱۹۶۶)
- دکتر گلدفوت و دختران آتشپاره (۱۹۶۶)
- ۱۶ ساله‌ها (۱۹۶۵)
- تا زمانی که ازدواج یکی‌مان کند (۱۹۶۴)

### تلویریون
- از روی درماندگی، جولیا (۱۹۸۹)
- بی‌تفاوت‌ها (۱۹۸۸)